# Iguanacolossus
Iguanacolossus – rodzaj ornitopoda z grupy iguanodontów (Iguanodontia) żyjącego we wczesnej kredzie na terenach współczesnej Ameryki Północnej. Został opisany w 2010 roku przez Andrew McDonalda i współpracowników w oparciu o niekompletny szkielet (UMNH VP 20205) wydobyty spod skały przykrywającej w ogniwie Yellow Cat w formacji Cedar Mountain w Utah, w lokalizacji nazwanej Don's Ridge. Jej wiek jest trudny do ustalenia, autorzy wstępnie traktują ją jako dolnobarremską, choć nie wykluczają, że jest starsza. Holotyp został odkryty jako pojedyncze skupisko kości obejmujące niepołączone stawowo kości czaszki i szkieletu pozaczaszkowego.

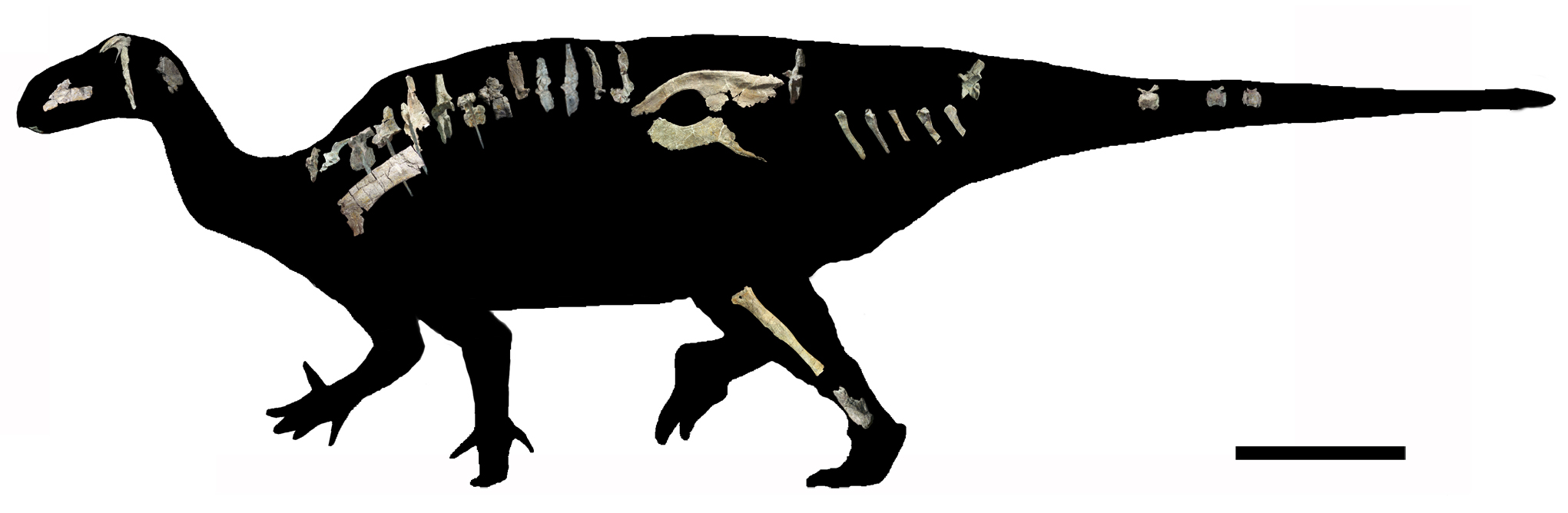
Rekonstrukcja Iguanacolossus

Iguanacolossus był dużym i ciężko wyglądającym zwierzęciem o masywnych kończynach. Prawdopodobnie osiągał rozmiary zbliżone do Iguanodon bernissartensis, czyli około 9 m długości. Widziana od góry kość szczękowa jest zagięta przyśrodkowo, znajduje się w niej 14 zachowanych zębodołów. Odnaleziono dwa izolowane zęby. Jedynymi odkrytymi kośćmi kończyn UMNH VP 20205 są kość strzałkowa i dwie kości śródstopia. Autorzy wyszczególnili jedną autapomorfię Iguanacolossus: widziana od tyłu powierzchnia stawu tylno-przyśrodkowego kości łuskowej stykająca się z kością nadpotyliczną jest pokręcona.
McDonald i in. wskazali na podobieństwa w budowie kości biodrowej u Iguanacolossus i Cedrorestes (DMNH 47994), jednak zamiast przypisać okaz UMNH VP 20205 do rodzaju Cedrorestes ustanowili go holotypem nowego rodzaju ze względu na różnice w stratygrafii pomiędzy miejscami odkrycia obu skamieniałości oraz niekompletność holotypu Cedrorestes, uniemożliwiającą dokładniejsze porównanie obu taksonów. Według przeprowadzonej przez autorów analizy filogenetycznej Iguanacolossus jest bazalnym przedstawicielem kladu Styracosterna, bardziej zaawansowanym niż np. Hippodraco (również znany z ogniwa Yellow Cat) i znajdującym się w politomii z rodzajami Cedrorestes, Dakotadon i Lanzhousaurus oraz kladem Hadrosauriformes.
Nazwa Iguanacolossus pochodzi od słowa „iguana” i łacińskiego colossus („kolos”). Odnosi się do roślinożernych jaszczurek z rodzaju Iguana, których zęby porównywano dawniej z zębami bazalnych iguanodontów, oraz dużych rozmiarów Iguanacolossus. Nazwa gatunkowa gatunku typowego, fortis, oznacza po łacinie „potężny”. Cały binomen można tłumaczyć jako „potężny legwan-kolos”.